# Jim Tolson

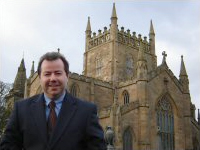
Jim Tolson

Jim Tolson, eigentlich James Tolson, (* 26. Mai 1965 in Ballingry) ist ein schottischer Politiker und Mitglied der Liberal Democrats.

## Leben
Tolson wurde 1965 als Sohn eines Bergarbeiters in Ballingry geboren, einer Kleinstadt in der schottischen Region Fife. Er arbeitete lange Zeit in der Werft von Rosyth. 1996 heiratete er seine Frau Alison.

## Politischer Werdegang
Tolson war 15 Jahre lang Ratsmitglied des Bezirks Dunfermline. Bei den Schottischen Parlamentswahlen 2003 kandidierte er für die Liberal Democrats im Wahlkreis Dunfermline West, konnte jedoch nur den vierthöchsten Stimmenanteil für sich verbuchen. Da er auf der Regionalwahlliste für Mid Scotland and Fife nur auf dem chancenlosen neunten Platz stand, verpasste Tolson den Einzug ins Schottische Parlament.
Zu den Parlamentswahlen 2007 konnte Tolson schließlich rund 500 Stimmen mehr als der Mandatsinhaber Scott Barrie von der Labour Party erringen und zog schließlich in das Parlament ein. Im Zuge der Wahlkreisreform 2011 wurde der Wahlkreis Dunfermline West aufgelöst. Zu den Parlamentswahlen 2011 trat Tolson für den neugeschaffenen Wahlkreis Dunfermline an, unterlag jedoch deutlich Bill Walker von der SNP und dem Kandidaten der Labour Party.